# Ludvig Lindeberg
Ludvig Lindeberg, född 7 oktober 1999, är en svensk handbollsspelare. Han är högerhänt och spelar som vänstersexa.

## Karriär
Lindeberg kom till Hammarby IF från Skuru IK som 17-åring år 2017. Han spelade först i juniorlaget, och debuterade i A-laget säsongen 2018/2019. Han har kontrakt med Hammarby till sommaren 2025. Med Hammarby tog han silver i Svenska cupen 2023 och 2024.